# Challenger de Traralgon 2013
El Traralgon Challenger 2013 fue un torneo de tenis profesional que se jugó en pistas duras. Se trató de la 1ª edición del torneo que forma parte del ATP Challenger Tour 2013. Tuvo lugar en Traralgon, Australia entre el 28 de octubre y el 3 de noviembre.

## Jugadores participantes del cuadro de individuales

### Cabezas de serie
| Favorito | País                     | Jugador            | Ranking1 | Posición en el torneo |
| -------- | ------------------------ | ------------------ | -------- | --------------------- |
| 1        | Bandera de Australia     | Bradley Klahn      | 128      | FINAL                 |
| 2        | Bandera de Australia     | James Duckworth    | 147      | Semifinales           |
| 3        | Bandera del Reino Unido  | James Ward         | 180      | Primera ronda         |
| 4        | Bandera de Japón         | Tatsuma Ito        | 191      | Cuartos de final      |
| 5        | Bandera de Australia     | Greg Jones         | 225      | Baja                  |
| 6        | Bandera de Australia     | Matt Reid          | 232      | Segunda ronda         |
| 7        | Bandera de Australia     | Benjamin Mitchell  | 242      | Cuartos de final      |
| 8        | Bandera de la India      | Yuki Bhambri       | 287      | CAMPEÓN               |
| 9        | Bandera de Nueva Zelanda | Jose Rubin Statham | 295      | Primera ronda         |

- 1 Se ha tomado en cuenta el ranking del día 21 de octubre de 2013.

### Otros participantes
Los siguientes jugadores ingresaron al cuadro principal invitados por la organización del torneo (WC):
- Maverick Banes
- Blake Mott
- Darren K. Polkinghorne
- Gavin van Peperzeel

Los siguientes jugadores ingresaron al cuadro principal tras participar en la fase clasificatoria (Q):
- Sean Berman
- Brendon Moore
- Bumpei Sato
- Richard Young

## Campeones

### Individual Masculino
Challenger de Melbourne 2013 (individual masculino)
- Yuki Bhambri derrotó en la final a  Bradley Klahn 6–713, 6–3, 6–4

### Dobles Masculino
Challenger de Melbourne 2013 (dobles masculino
- Ryan Agar /  Adam Feeney derrotaron en la final a  Dane Propoggia /  Jose Rubin Statham 6–3, 6–4